# Domatha celeris
Domatha celeris är en spindelart som beskrevs av Kulczynski 1911. Domatha celeris ingår i släktet Domatha och familjen krabbspindlar. Inga underarter finns listade i Catalogue of Life.